# Junge Akademie

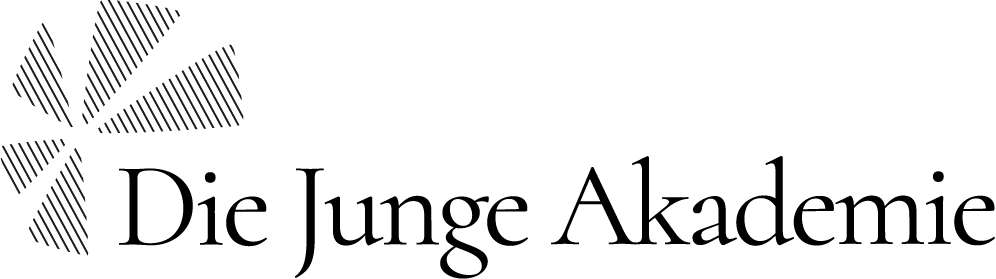
Logo der Jungen Akademie

Die Junge Akademie an der Berlin-Brandenburgischen Akademie der Wissenschaften (BBAW) und der Nationalen Akademie der Wissenschaften Leopoldina wird von den beiden ältesten Wissenschaftsakademien Deutschlands getragen. Sie ist eine interdisziplinäre Forschungsplattform für den wissenschaftlichen Nachwuchs.
Ihre Mitglieder sind junge Wissenschaftlerinnen und Wissenschaftler bzw. Künstlerinnen und Künstler verschiedener Disziplinen aus dem deutschsprachigen Raum, die sich dem interdisziplinären Diskurs widmen. Jedes Jahr werden zehn Mitglieder für jeweils fünf Jahre hinzugewählt.
Die Junge Akademie war zur Zeit ihrer Gründung 2000 die weltweit erste Institution zur Förderung des wissenschaftlichen Nachwuchses auf nationaler Ebene. Inzwischen haben sich nach ihrem Vorbild zahlreiche weitere Nationalakademien junger Wissenschaftler und Wissenschaftlerinnen gegründet.

## Aufgaben und Ziele
Gemäß ihrem Statut dient die Junge Akademie der Förderung des wissenschaftlichen Nachwuchses. Ihre beiden vorrangigen Aufgaben liegen „in der Pflege des interdisziplinären Diskurses unter herausragenden Nachwuchswissenschaftlern und in der Förderung von Initiativen an den Schnittstellen von Wissenschaft und Gesellschaft“.

## Organisation

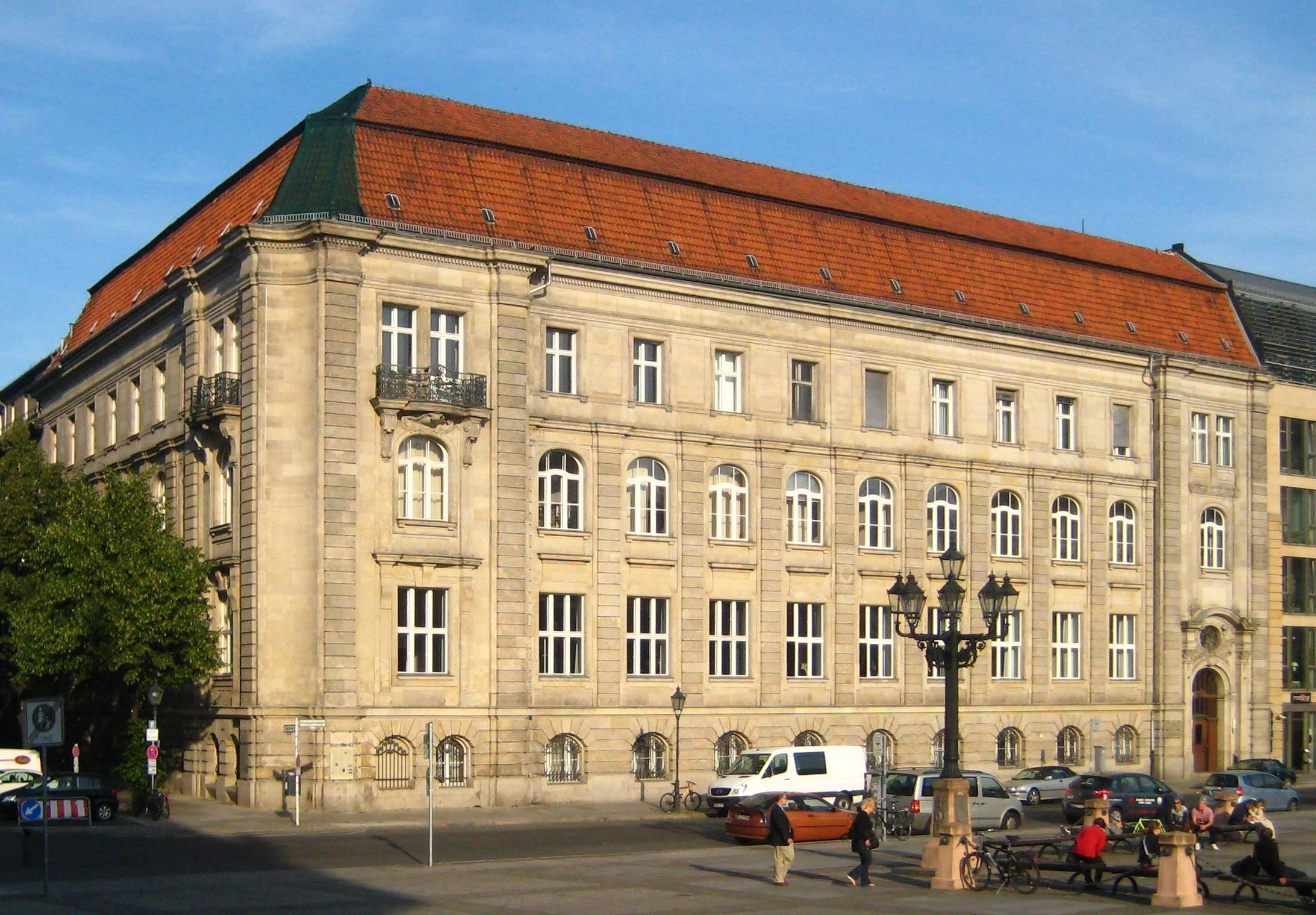
Die Geschäftsstelle der Jungen Akademie befindet sich am Sitz der Berlin-Brandenburgischen Akademie der Wissenschaften.

Die Junge Akademie wird durch drei Organe repräsentiert: die Mitgliederversammlung (Plenum), das Präsidium und den Rat.
Sitz der Geschäftsstelle ist Berlin. Sie ist am Sitz der Berlin-Brandenburgischen Akademie der Wissenschaften am Gendarmenmarkt untergebracht. Die Geschäftsstelle leistet praktische Unterstützung bei der inhaltlichen Arbeit der Akademiemitglieder und übernimmt Verwaltungs- und Organisationsaufgaben. Nach dem Ende der Projektphase (2011) blieb die Junge Akademie in Trägerschaft der beiden Elternakademien. Sie ist seither dauerhaft im Haushalt der Leopoldina verankert, inhaltlich hingegen völlig unabhängig. Gemeinsam mit der Leopoldina ist sie in das Vereinsregister Stendal eingetragen.

### Mitglieder und Aufnahmeverfahren
Die Junge Akademie hat konstant 50 Mitglieder. Sie kommen aus dem gesamten deutschsprachigen Raum und werden für die Dauer von fünf Jahren gewählt. Eine Wiederwahl ist nicht möglich. Jährlich scheiden zehn Mitglieder aus. Im Gegenzug nimmt die Akademie zehn junge Wissenschaftlerinnen und Wissenschaftler bzw. Künstlerinnen und Künstler neu auf. Jedes der für fünf Jahre gewählten Mitglieder hat Zugang zu einem kleineren persönlichen Budget und zu dem allgemeinen zentralen Forschungsbudget, mit dem gemeinsame wissenschaftliche Projekte wie Podiumsdiskussionen, Workshops oder Symposien umgesetzt werden können.
Voraussetzung für die Mitgliedschaft sind eine herausragende Promotion sowie mindestens eine weitere exzellente wissenschaftliche Arbeit. Die Promotion sollte zum Zeitpunkt der Wahl nicht länger als drei bis sieben Jahre zurückliegen. Mitglieder der BBAW, der Leopoldina und der Jungen Akademie können neue Mitglieder vorschlagen. Zudem sucht die Junge Akademie neue Mitglieder über Ausschreibungen. Auch Eigenbewerbungen sind möglich.
Die Wahl der neuen Mitglieder erfolgt im jährlichen Wechsel durch die Vollversammlung der Jungen Akademie einerseits sowie durch die beiden Trägerakademien andererseits. Das Durchschnittsalter der Mitglieder liegt bei 35 Jahren und die Geschlechterverteilung ist ohne Quotierung fast paritätisch. Auch die Fächerverteilung zwischen Naturwissenschaften sowie Geistes- und Sozialwissenschaften ist ausgewogen. Ebenfalls vertreten sind die Bereiche Kunst und Architektur.

### Präsidium
Die Junge Akademie wird durch ein Präsidium geleitet. Es besteht aus der Sprecherin bzw. dem Sprecher sowie vier weiteren Mitgliedern der Jungen Akademie. Die Sprecherin bzw. der Sprecher hat Gaststatus in den Leitungsgremien der beiden Trägerakademien BBAW und Leopoldina. Das Plenum der Mitglieder wählt das Präsidium bei seiner Frühjahrssitzung für eine einjährige Amtszeit. Diese beginnt jeweils nach der Festversammlung im Sommer.

### Rat
Der im Jahre 2002 gegründete Rat begleitet die Arbeit der Jungen Akademie inhaltlich. Er hat gegenwärtig (2020) sechs Mitglieder und steht der Jungen Akademie als Beratungs- und Fördergremium zur Seite. Der Rat besteht aus „hochrangigen Persönlichkeiten der Wissenschaft, Wirtschaft, Kultur und Medien“. Sie werden für jeweils drei Jahre ernannt und sollen „das Projekt der Jungen Akademie als kritische Beobachter und Berater begleiten, Ideen und kritische Anregungen zu einzelnen Vorhaben geben, ermutigen oder rückfragen“ sowie Projekte an den Schnittstellen zwischen Wissenschaft und Politik, Wirtschaft und Kultur unterstützen.

### Etat und Finanzierung
Die Junge Akademie ist seit 2011 institutionalisiert und seither dauerhaft und unbefristet im Haushalt der Leopoldina verankert. Der Jahresetat setzt sich zusammen aus den für jedes Mitglied einmalig, aber flexibel bereitgestellten Forschungsbudgets und aus Aufwendungen für Aktivitäten im Gesamtrahmen der Jungen Akademie. Finanziell getragen wird die Junge Akademie heute zu 90 Prozent vom Bundesministerium für Bildung und Forschung. Jeweils fünf Prozent der Zuwendungen kommen vom Land Sachsen-Anhalt bzw. der Berlin-Brandenburgischen Akademie der Wissenschaften.

## Aktivitäten
In der Wahl ihrer Arbeitsformen und Arbeitsorte ist die Junge Akademie frei. Das bedeutet, dass die Mitglieder der Jungen Akademie anders als in vielen Länderakademien keine Weisungen erhalten. Sie entscheiden selbst, welche interdisziplinären Projekte auf die Agenda kommen. Ihre Mitglieder treffen sich dreimal jährlich im Plenum, um sich über ihre aktuellen Forschungsvorhaben auszutauschen und gemeinsame Projekte und Publikationen zu beschließen. Außerdem gibt es jährlich eine Ideenwerkstatt, in der die Mitglieder neue Initiativen und Projekte entwickeln. Die inhaltliche Arbeit erfolgt in Arbeitsgruppen und Projekten.

### Arbeitsgruppen
Die Arbeitsgruppen (AGs) werden durch das Plenum der Jungen Akademie auf Vorschlag der Mitglieder zur Förderung der fächerübergreifenden Zusammenarbeit eingerichtet. Sie stehen allen Mitgliedern je nach Interesse offen. Gemeinsam führen sie Studien durch, publizieren ihre Forschungsergebnisse und veranstalten größere Symposien sowie kulturelle Events.
Seit Gründung der Jungen Akademie gab es bereits mehr als 40 dieser interdisziplinären Zusammenschlüsse. Neben Forschungsthemen befassen sie sich auch mit Fragen von allgemeiner gesellschaftlicher Relevanz, insbesondere in den Bereichen Bildung und Wissenschaftspolitik.

### Internationale Kontakte
Außerhalb Deutschlands gibt es inzwischen zahlreiche weitere Nationalakademien junger Wissenschaftler und Wissenschaftlerinnen, unter anderem in Belgien (Flandern), Dänemark, den Niederlanden, Schottland, Schweden und Südafrika. Die Junge Akademie diente dabei häufig als Modell. So gründete beispielsweise die Königlich Niederländische Akademie der Wissenschaften ihre De Jonge Akademie nach dem deutschen Vorbild. Auch an der Gründung der Global Young Academy war die Junge Akademie maßgeblich beteiligt, deren Geschäftsstelle ihren Sitz an der Deutschen Nationalen Akademie der Wissenschaften Leopoldina in Halle (Saale) hat.

### Publikationen
Die Junge Akademie veröffentlicht in regelmäßigen Abständen das „Junge Akademie Magazin“, das auch online verfügbar ist. Es widmet sich in jeder Ausgabe einem bestimmten Dossierthema, das aus der Perspektive unterschiedlicher Wissenschaftsdisziplinen beleuchtet wird. Da das Redaktionsteam aus Mitgliedern der Jungen Akademie besteht und die Besetzung regelmäßig wechselt, entstehen immer wieder auch neue Formate: Im Herbst 2019 wurde das Magazin erstmals als Postermagazin veröffentlicht. Aus der Arbeit der Jungen Akademie resultierten zahlreiche weitere Publikationen.

## Geschichte
Die Junge Akademie ist ein gemeinsames Projekt der Berlin-Brandenburgischen Akademie der Wissenschaften (BBAW) und der Deutschen Akademie der Naturforscher Leopoldina. Sie entstand aus der Kritik ihrer Gründer „an den Missständen des deutschen Wissenschaftssystems, das dem wissenschaftlichen Nachwuchs wenig Möglichkeiten bietet, sich frei zu entfalten und das System mitzugestalten.“
Den Anstoß zur Gründung der weltweit ersten Nachwuchsakademie gab Paul B. Baltes, der ehemalige Direktor des Max-Planck-Instituts für Bildungsforschung. 1996 stellte er seine Idee dem damaligen Präsidenten der Berlin-Brandenburgischen Akademie der Wissenschaften, Dieter Simon, vor. Dieser überarbeitete den Entwurf und legte ihn noch im gleichen Jahr einer akademieeigenen Kommission vor, welche die Feierlichkeiten anlässlich des 300-jährigen Bestehens der BBAW vorbereitete. Das Festkomitee empfahl daraufhin dem Plenum, „den Vorschlag von Paul B. Baltes und Dieter Simon zur Gründung einer Akademie für den hochbegabten wissenschaftlichen Nachwuchs aufzugreifen und die neue Institution im Jubiläumsjahr mit der Wahl der ersten Mitglieder ins Leben zu rufen“. Auf seiner Sitzung am 12. Februar 1999 beschloss das Plenum schließlich das Gründungskonzept für „Die Junge Akademie an der Berlin-Brandenburgischen Akademie der Wissenschaften“, regte jedoch an, die Idee gemeinsam mit der Deutschen Akademie der Naturforscher Leopoldina umzusetzen, mit der mittelfristig eine enge Kooperation geplant war. Die beiden Präsidenten führten anschließend Gespräche, die noch vor dem Sommer 1999 zur Entscheidung der Leopoldina führten, sich an der Jungen Akademie zu beteiligen und damit zugleich das erste gemeinsame Projekt im Rahmen der aufzubauenden Kooperation einzuleiten.
Die beiden Trägerakademien gründeten die Junge Akademie am 30. Juni 2000 für zunächst fünf Jahre als bei der BBAW angesiedeltes Projekt. Nach Nominierungen und Auswahlgesprächen wurden zwanzig junge Akademiker aus dem deutschsprachigen Raum als Gründungsmitglieder der Jungen Akademie ernannt, die die Statuten festlegten sowie die jährliche Zuwahl von zehn weiteren Mitgliedern organisierten, bis die Zielgröße von 50 Mitgliedern erreicht war. Die Schirmherrschaft übernahm die damalige Bundesbildungsministerin Edelgard Bulmahn. Zuwendungen des Bundesministeriums für Bildung und Forschung sowie der VolkswagenStiftung (bis 2005, anschließend verlängert bis 2008) sicherten die Finanzierung der Projektphase.
Nach einer Evaluierung im Jahr 2005 mit positivem Ergebnis beschloss das Bildungsministerium eine Fortsetzung der Finanzierung für weitere fünf Jahre.  Das Bildungsministerium sicherte daraufhin eine Fortsetzung der Finanzierung bis Ende 2010 zu. 2007 wurde die Junge Akademie erneut evaluiert. Im Schlussbericht der Expertenkommission, die mit der Untersuchung betraut war, heißt es, die Junge Akademie sei „als Instrument der institutionellen Förderung des hochbegabten wissenschaftlichen Nachwuchses in Deutschland einzigartig und mit Initiativen anderer deutscher Akademien auf dem Gebiet der Nachwuchsförderung nicht vergleichbar.“
Nach zehnjähriger Projektphase wurde daraufhin im Jahre 2010 die unbefristete Weiterführung beschlossen. Seit 2011 ist die Junge Akademie kein Projekt mehr, sondern als Institution dauerhaft im Haushalt der Leopoldina verankert. Ihr Etat wird seither vom Bundesministerium für Bildung und Forschung sowie dem Land Sachsen-Anhalt und der Berlin-Brandenburgischen Akademie der Wissenschaften getragen.